# ベン・ウッドバーン
ベンジャミン・”ベン”・ウッドバーン（英語: Benjamin "Ben" Woodburn, 1999年10月15日 - ）は、イギリス (イングランド)・ノッティンガム出身、チェシャーのチェスター育ちのサッカー選手。サルフォード・シティFC所属。ウェールズ代表。ポジションはフォワード（FW）、ミッドフィールダー（MF）。

## クラブ経歴
リヴァプールFCの下部組織出身。下部組織時代には親の意向を受けて、カークビーにあるアカデミーに、レインヒルの寮から通うのではなく、より遠方の自宅から通っていた。クラブ側も彼の才能を見込んでトレーニング後には毎日チェシャーの自宅まで運転手を通じて送り届けていた。15歳の時にはU-16チームからU-18チームに早くも昇格、同クラブで最も有望な人材が集まるフューチャー・グループというプログラムに参加、週一回トップチームの監督のペップ・ラインデルスと共にトレーニングをする事となった。
この課程でユルゲン・クロップの目に留まり、トレンメア・ローヴァーズFCとの2016-17シーズンのプレシーズンマッチに出場した。その後フリートウッド・タウンFC戦ではベンチスタートとなったものの後半戦に出場、1得点2アシストの活躍を見せ5-0の勝利に貢献した。2016年11月8日にはトレント・アレクサンダー＝アーノルドと共にプロ昇格した。同月26日のプレミアリーグ、サンダーランドAFC戦の92分にジョルジニオ・ワイナルドゥムとの交代でプレミアリーグ初出場。17歳と42日での初出場はリヴァプール史上では3番目に若く、プレミアリーグ全体の歴史で見てもジャック・ロビンソンに次いで2番目に若い記録となった。3日後の29日にはEFLカップ2016-2017の準決勝、リーズ・ユナイテッドFC戦で67分にケビン・スチュワートとの交代で出場、81分に得点を決め、マイケル・オーウェンが保持していたリヴァプール史上最年少得点記録を98日上回る記録で塗り替えた。
2018年7月31日、シェフィールド・ユナイテッドFCにレンタル移籍するが、怪我などもあり大きな活躍はすることができず、2019年1月にローンバック。
残りのシーズンも出場はなく、2019年7月30日、オックスフォード・ユナイテッドFCにレンタル移籍が決定。背番号は10。
2020年10月16日、昨季までリヴァプールU-23チームの監督を務めていたニール・クリッチリーが監督を務めるブラックプールFCにレンタル移籍が決定。
2021年8月23日、ハート・オブ・ミドロシアンFCにレンタル移籍した。
2022年6月9日、2021-22シーズンいっぱいでリヴァプールを契約満了で退団することが発表された。
2024年7月23日、サルフォード・シティFCに移籍した。

## 代表経歴
イングランドの生まれであるが、年代別代表はウェールズを選択。U-17代表では2016年にギリシャ戦で主将を務めた。その後、U-19代表としてUEFA U-19欧州選手権2016の予選に出場、ルクセンブルク代表から得点を奪った。
2017年3月にウェールズA代表に初めて招集された。この時は出場機会がなかったが、同年9月2日の2018 FIFAワールドカップ予選オーストリア戦で代表デビューを飾ると、ミドルシュートから決勝点となる代表初ゴールを挙げウェールズの勝利に貢献した。

## 個人成績
| クラブ              | シーズン | リーグ             | リーグ戦 | リーグ戦 | カップ戦 | カップ戦 | リーグ杯 | リーグ杯 | 国際大会 | 国際大会 | その他 | その他 | 合計 | 合計 |
| クラブ              | シーズン | リーグ             | 出場     | 得点     | 出場     | 得点     | 出場     | 得点     | 出場     | 得点     | 出場   | 得点   | 出場 | 得点 |
| ------------------- | -------- | ------------------ | -------- | -------- | -------- | -------- | -------- | -------- | -------- | -------- | ------ | ------ | ---- | ---- |
| リヴァプール        | 2016-17  | プレミアリーグ     | 5        | 0        | 3        | 0        | 1        | 1        | -        | -        | 0      | 0      | 9    | 1    |
| リヴァプール        | 2017-18  | プレミアリーグ     | 1        | 0        | 0        | 0        | 1        | 0        | 0        | 0        | 0      | 0      | 2    | 0    |
| リヴァプール        | 2018-19  | プレミアリーグ     | 0        | 0        | 0        | 0        | 0        | 0        | 0        | 0        | 0      | 0      | 0    | 0    |
| リヴァプール        | 通算     | 通算               | 6        | 0        | 3        | 0        | 2        | 1        | 0        | 0        | 0      | 0      | 11   | 1    |
| シェフィールド・U   | 2018-19  | チャンピオンシップ | 7        | 0        | 0        | 0        | 1        | 0        | -        | -        | 0      | 0      | 8    | 0    |
| シェフィールド・U   | 通算     | 通算               | 7        | 0        | 0        | 0        | 1        | 0        | -        | -        | 0      | 0      | 8    | 0    |
| オックスフォード・U | 2019-20  | リーグ1            | 11       | 1        | 0        | 0        | 2        | 0        | -        | -        | 3      | 0      | 16   | 1    |
| オックスフォード・U | 通算     | 通算               | 11       | 1        | 0        | 0        | 2        | 0        | -        | -        | 3      | 0      | 16   | 1    |
| ブラックプール      | 2019-20  | リーグ1            | 10       | 0        | 1        | 0        | 0        | 0        | -        | -        | 2      | 0      | 13   | 0    |
| ブラックプール      | 通算     | 通算               | 10       | 0        | 1        | 0        | 0        | 0        | -        | -        | 2      | 0      | 13   | 0    |
| 総通算              | 総通算   | 総通算             | 34       | 1        | 4        | 0        | 5        | 1        | 0        | 0        | 5      | 0      | 48   | 2    |

## 代表歴

### 試合数
国際Aマッチ 1試合 1得点（2017年- ）
| ウェールズ代表 | 国際Aマッチ | 国際Aマッチ |
| 年             | 出場        | 得点        |
| -------------- | ----------- | ----------- |
| 2017           | 1           | 1           |
| 通算           | 1           | 1           |

### 代表での得点
| # | 開催日       | 開催地                                     | 対戦国       | スコア | 結果 | 大会                                    |
| - | ------------ | ------------------------------------------ | ------------ | ------ | ---- | --------------------------------------- |
| 1 | 2017年9月2日 | カーディフ、カーディフ・シティ・スタジアム | オーストリア | 1–0    | 1–0  | 2018 FIFAワールドカップ・ヨーロッパ予選 |